# Espai localment compacte
A topologia i altres àrees de la matemàtica, les  compacitat local  és una propietat topològica d'un espai topològic a causa de la qual al voltant de cada punt, localment, l'espai té propietats semblants a les d'un espai compacte.
Formalment, si  X  és un espai topològic llavors és  localment compacte  si, i només si, cada punt geomètric admet una base local de veïnats o entorns compactes, és a dir, si cada entorn d'un punt  x  de  X  conté un conjunt compacte que sigui un entorn de  x .
Sigui E un espai topològic separat i localment compacte. Si es considera E' com la unió d'E i un punt x que no pertany a E, E' resulta ser un espai compacte i Hausdorff.
D'aquí s'obté el teorema d'Alexandroff: Tot espai localment compacte està contingut en un espai compacte.